# Sigmund Wann
Sigmund Wann (* ca. 1395; † 11. Mai 1469) war im Mittelalter eine Persönlichkeit der Stadt Wunsiedel und ein Stifter und Stiftungsgründer.

## Abstammung und Jugend
Wann stammte aus einer vermögenden und einflussreichen Wunsiedler Bürgerfamilie. Sein Großvater, der Ratsherr Hans I. Wann, gehörte zu den Wunsiedler Bürgern, die zwischen 1388 und 1404 dem ansässigen Adel Eigenrechte an Bauernhöfen und Bauerndörfern abkauften. Auch der Blechzinner Hans II. Wann, der Vater Sigmunds, erhielt zwischen 1394 und 1403 eine Reihe von Höfen zu Lehen. Über Sigmund Wanns Jugend gibt es keine Nachrichten, er soll – der Tradition seiner Familie folgend – das Schmiedehandwerk und die Herstellung von Weißblech erlernt haben. Auf seiner Gesellen-Wanderung soll er bis nach Venedig gekommen sein. Seine Frau war eine „Wahlin“, auch „Venedi“ oder „Venedigerin“ genannt. Darunter verstand man Sorben und Wenden, die besonders im Bergbau tätig waren und verstanden, edle Metalle von geringen zu scheiden. Wann wird in diesem Zusammenhang in historischen Texten über das Riesengebirge neben zwei „Venedigern“ als dritter Mineraliensucher genannt.

## Als Blechverzinner und Bergwerksunternehmer in Wunsiedel
1431 lässt sich Sigmund Wann wieder in Wunsiedel nachweisen und zwar als Leiter einer Blechzinnerei und bald auch als Bergwerksunternehmer. Aufgrund seiner reichlichen flüssigen Geldmittel nahm Sigmund Wann in seiner Vaterstadt bald eine Sonderstellung ein. Gerade in den Jahren nach den Hussitenkriegen, die das Fichtelgebirge und den einheimischen Bergbau schwer in Mitleidenschaft gezogen hatten, hatte er Bargeld in großen Mengen zur Verfügung und konnte der Stadt Wunsiedel 1438 die Summe von 1000 Gulden und der Stadt Eger sogar 4000 Gulden leihen. Im Jahr darauf gab er Markgraf Friedrich I. von Brandenburg ein Darlehen von 300 Gulden, 1440 stiftete er mit 700 Gulden eine Messe auf dem St.-Elisabeth-Altar, 1441 mit 100 Schock Meißner Groschen die „Gottsleichnamsmesse“ und 1443 mit 512 Gulden die Messe auf dem Zwölf-Boten-Altar in der Wunsiedler Pfarrkirche. 1440 erschien er als Ratsherr und 1442 wurde er als einer der vier Bürgermeister gewählt.

## Übersiedlung nach Eger
1444 erwarb er mit 3500 Gulden von Markgraf Johann Alchymista zu Brandenburg die Erlaubnis, sein Vermögen aus dem Lande abzuziehen, kaufte sich zwei Jahre später ein Haus in Cheb (Eger) und ließ sich dort als Bürger nieder. Bei seinem Wegzug aus Wunsiedel schenkte er sein Haus seiner Vaterstadt als neues Rathaus.

## Stiftung des Wunsiedler Hospitals
Die wichtigste Stiftung Sigmund Wanns, durch die er bis in die Gegenwart den Wunsiedlern im Gedächtnis geblieben ist, ist das Spital und Bruderhaus. 1449 erteilten ihm die Markgrafen Johann Alchymista und Albrecht Achilles zu Brandenburg die Erlaubnis für seine Stiftung. Am 12. April 1450 legte Sigmund Wann die Stiftung in allen Einzelheiten fest und ließ sich vom Wunsiedler Stadtrat die urkundliche Bestätigung geben, dass das Spital und Bruderhaus auch nach seinem Tod seinen Bestimmungen entsprechend weitergeführt wird. Er stiftete eine klösterliche Anstalt für zwölf Laienbrüder, die vom Rat unter den „hausarmen und in Ehren verdorbenen Männern“ ausgewählt werden sollten. Als Grundlage seiner Stiftung legte Wann am 1. Februar 1451 einen Betrag von 8000 Gulden bei der Stadt Eger an. Von den jährlichen Zinsen von 330 Gulden sollten 300 Gulden zur Verpflegung, Kleidung und Unterbringung der Spitalbrüder und 30 Gulden für die Besoldung des Spital-Priesters verwendet werden. Am 6. Februar 1451 ließ Sigmund Wann die eigentliche Stiftungsurkunde anfertigen.

## Sigmund Wanns Tod
Als Sigmund Wann am 11. Mai 1469 in Eger starb, hinterließ er nur noch ein bescheidenes Vermögen. Den größten Teil seines Reichtums hatten die Stiftung des Wunsiedler Spitals, der Bau der Spitalgebäude mit der Kirche und drei Messpriesterhäusern sowie die ansehnlichen Summen, die er als „Kirchenvater“ in Eger für die Erweiterung der dortigen Pfarrkirche St. Niklas und für weitere soziale Stiftungen ausgegeben hatte, fast aufgezehrt. Seine letzte Ruhe fand er in der Egerer St.-Niklas-Kirche vor dem von ihm gestifteten Kreuzaltar.

## Spätere Schicksale der Wunsiedler Hospitalstiftung
Über 170 Jahre lang bezahlte der Rat zu Eger die Zinsen aus dem von Sigmund Wann zur Fundation seiner Spitalstiftung angelegten Kapital pünktlich jedes Jahr an die Stadt Wunsiedel. 1629 aber weigerten sich die Egerer, weitere Zahlungen zu leisten, da das „Hospital auf päbsische und nicht auf evangelische Religion gestiftet worden“ sei. Bis 1641 dauerte der Streit zwischen den beiden Städten, bis die Egerer am 10. Oktober des Jahres auf dem Reichstag zu Regensburg verbindlich erklärten, den Wunsiedlern 10.000 Gulden Kapital und 5300 Gulden an Zinsen auszubezahlen. Um das Geld wieder ertragbringend anzulegen, entschloss sich der Wunsiedler Rat zum Erwerb des Rittergutes Oberhöchstädt. Am 8. Januar 1644 wurde es von der Wunsiedler Hospitalstiftung für 6200 Gulden erworben. Während die historischen Gebäude des Rittergutes 1982 an Privatleute verkauft wurden, bildet die rund 70 Hektar umfassende landwirtschaftliche Nutzfläche zusammen mit den Einkünften aus weiterem Haus- und Grundbesitz noch heute die wirtschaftliche Grundlage der von der Stadt Wunsiedel verwalteten Hospitalstiftung, die gegenwärtig ein Seniorenheim betreibt.
Nach dem Stifter ist die Sigmund-Wann-Realschule in Wunsiedel benannt.